# Elaphe cantoris
Elaphe cantoris är en ormart som beskrevs av Boulenger 1894. Elaphe cantoris ingår i släktet Elaphe och familjen snokar. Inga underarter finns listade i Catalogue of Life.
Arten förekommer i östra Indien i delstaterna Sikkim och Assam samt i Nepal, Bhutan och norra Myanmar. Honor lägger ägg.